# Ellipteroides (Protogonomyia) cobelura
Ellipteroides (Protogonomyia) cobelura is een tweevleugelige uit de familie steltmuggen (Limoniidae). De soort komt voor in het Oriëntaals gebied.